# سولار توربینز
سولار توربینز، یک شرکت تابعه از کاترپیلار است، که توربین‌های گازی صنعتی را برای تولید برق در خشکی و فراساحل، همچنین به‌عنوان پیشرانه دریایی و برای تولید، فرآورش و ترابرد گاز طبیعی و نفت (توربوکمپرسور) طراحی و تولید می‌کند.